# 초전단 지진
지진학에서 초전단 지진 혹은 슈퍼시어 지진(Supershear earthquake)이란 단층 표면을 따라 이어지는 단층 파열의 전파가 지진파의 전파(S파) 속도보다 더 빠른 속도로 발생하는 지진을 의미한다. 이런 지진은 일종의 지질학적 소닉붐과 유사한 효과를 가져온다.

## 단층파괴 전파 속도
단층 표면을 따라 지진이 발생하면 단층 변위는 진원에서 시작되어 진원 바깥 외부로 전파된다. 일반적으로 2008년 쓰촨 대지진이나 2004년 인도양 지진해일과 같이 대규모 지진의 경우 진원이 미끄러진 전체 단층의 가장자리에 있으며 대부분 단층 파괴의 전파가 한쪽 방향을 향한다. 과거엔 이론적으로 단층파괴 전파 속도의 상한을 레일리파의 속도와 비슷하며 S파의 약 0.92배라고 추정했다. 하지만 일부 지진에서 P파와 S파 속도 사이에서 단층파괴가 전파되었을 것이라는 증거와 함께 실험실에서 두 파의 속도 사이에서 단층파괴가 전파될 수 있을 가능성을 보여준 연구가 나왔다. 체계적 분석에 따르면 초전단 지진을 일으키는 단층 파열은 대규모의 주향이동단층 지진에서 흔하게 발견된다.

## 발생

모드 I, 모드 II, 모드 III의 단층 파괴 유형.

주변 지각에 S파 속도보다 더 빠른 속도로 단층이 파괴되는 현상은 주향이동단층과 연관된 대지진에서 관측되었다. 주향이동단층에서는 단층파열이 주로 모드 II(평면) 전단 균열과 같이 파열되는 방향으로 전파된다. 이는 모드 III(반평면) 전단 균열과 같이 파열 전파의 주 방향이 변위와 수직인 수직단층과는 비교된다. 이론적으로는 모드 III 균열은 전단파 속도가 제한을 받지만 모드 II 균열은 S파와 P파 속도 사이로 전파될 수 있으며 이는 수직단층(정단층, 역단층)에서 왜 슈퍼시어 지진이 관측되지 않았는지를 보여준다.

## 초전단 단층파열의 시작
모드 II 단층파괴(주향이동단층 파열의 근사)의 경우에서 물리적 특성상 단층 파열 속도가 레일리파와 전단파 사이가 될 수 없다. 즉 단층 파열이 레일리파 속도에서 전단파의 속도로 가속할 수 없단 뜻이다. "버리지-앤드류 매커니즘"에서 초전단 단층파열은 초기 파열이 진행되는 끄트머리에서 강한 전단응력이 발달된 지역에서 "자식 파열"이 시작되며 발생한다. 높은 응력지대에서 난 추가 파열은 기존 파열과 이어지기 전에 처음부터 초전단 속도로 파열이 전파될 수 있다. 광탄성 소재 판을 이용한 실험적인 초전단성 단층 파열 실험에서는 잘 알려진 버리지-앤드류 매커니즘과 일치하는 방향으로 단층 파열 속도가 레일리파 속도 이하에서 전단파 이상으로 가속됨을 보였다.

## 지질학적 영향
초전단 단층파열의 영향을 받는 단층 인근에서 변형률이 높게 측정되는 것은 일종의 분쇄된 암석 형성으로 설명한다. 여기서 분쇄된 암석에는 암석이 입자크기보다 더 작은 규모로 미세균열이 발달하는 일도 포함하며 대부분의 단층대에서 발견되는 일반적인 균열과 파쇄암과는 달리 결 구조는 그대로 유지된다.

## 예시

### 직접 관측
- 1999년 이즈미트 지진 - 규모 M7.6. 북아나톨리아 단층의 주향이동단층형 지진.[12]
- 1999년 뒤즈제 지진 - 규모 M7.2. 북아나톨리아 단층의 주향이동단층형 지진.[12]
- 2001년 쿤룬 지진 - 규모 M7.8. 쿤룬 단층의 주향이동단층형 지진.[13][14]
- 2002년 디날리 지진 - 규모 M7.9. 디날리 단층의 주향이동단층형 지진.[14][15]
- 2008년 쓰촨 대지진 - 규모 M7.9.[16]
- 2010년 위수 지진 - 규모 M6.9. 셴수이허 단층대의 주향이동단층형 지진.[17]
- 2012년 인도양 지진 - 규모 M8.6. 여러 단층 세그먼트의 주향이동단층형 지진이며 해양 지각에서 관측한 최초의 초전단 지진이다.[18]
- 2013년 크래이그 지진 - 규모 M7.6. 퀸 샬럿 단층의 주향이동단층형 지진이며 해양판 경계 지역에서 관측한 최초의 초전단 지진이다.[19]
- 2013년 발루치스탄 지진 - 규모 M7.7.[20]
- 2014년 에게해 지진 - 규모 M6.9. 두 번째 단층파괴 과정에서 초전단 지진 현상을 관측하였다.[21]
- 2015년 타지키스탄 지진 - 규모 M7.2. 2개 단층 세그먼트에서 초전단 지진 현상을 관측했으며, 이 두 구간은 맞닿는 지점에서 정단층으로 연결되었다.[22]
- 2016년 로망슈 해구 지진 - 규모 M7.1. 대서양 적도 지역에서 발생.[23]
- 2017년 코만도르스키예 제도 지진 - 규모 M7.7. 주향이동형 단층에서 발생하였다.[24]
- 2018년 스완 제도 지진 - 규모 M7.5. 3개의 단층 파열 과정에서 초전단 지진 현상이 발생했다.[25]
- 2018년 술라웨시 지진 - 규모 M7.5. 팔루-코로 단층에서 일어난 주향이동단층형 지진.[26]
- 2020년 카리브해 지진 - 규모 M7.7.[27]
- 2021년 마둬 지진 - 규모 M7.4.[28]
- 2023년 튀르키예-시리아 지진 - 규모 M7.6과 M7.8 두 차례 지진이 발생했는데 둘 모두 슈퍼시어 현상이 관측되었으며[29] 최대 단층 파괴 속도가 4.8 km/s에 달했다.[30]

### 추정
- 1906년 샌프란시스코 지진 - 규모 M7.8 지진으로 샌안드레아스 단층에서 초전단 현상이 나타난 것으로 추정된다.[31]
- 1979년 임페리얼밸리 지진 - 규모 M6.4 지진으로 임페리얼 단층에서 일어났다.[4]
- 1990년 사할린 지진 - 규모 M7.2, 진원 깊이 600 km 이상이다.[32][33]
- 2013년 오호츠크해 지진 - 규모 M6.7, 깊이 640 km 이상이다.[34]

## 같이 보기
- 느린 지진